# Thuso Phala
Thuso Phala (sinh ngày 27 tháng 5 năm 1986 ở Soweto, Gauteng) là một tiền vệ bóng đá người Nam Phi. Hiện tại anh thi đấu cho câu lạc bộ Premier Soccer League SuperSport United và Nam Phi.
Phala có mặt trong phim tài liệu của BBC năm 2004 mang tên 'Bóng đá và Tự do' theo bước chân của cầu thủ Nam Phi 13 tuổi để trở thành cầu thủ bóng đá chuyên nghiệp.

## Sự nghiệp quốc tế
Since có màn ra mắt cho the Đội tuyển bóng đá quốc gia Nam Phi năm 2010, Phala xuất hiện ở cả Cúp bóng đá châu Phi 2013 và 2015. Anh ghi bàn mở tỉ số cho Bafana Bafana năm 2015 trong thất bại 3–1 trước Algérie.

### Bàn thắng quốc tế
| # | Ngày                | Địa điểm                              | Đối thủ | Tỉ số | Kết quả | Giải đấu                  |
| - | ------------------- | ------------------------------------- | ------- | ----- | ------- | ------------------------- |
| 1 | 4 tháng 1 năm 2015  | Sân vận động Orlando, Nam Phi         | Zambia  | 1–0   | 1–0     | International Friendly    |
| 2 | 19 tháng 1 năm 2015 | Sân vận động Mongomo, Guinea Xích Đạo | Algérie | 1–0   | 1–3     | Cúp bóng đá châu Phi 2015 |